# Криворожская улица (Москва)
Криворо́жская у́лица (название с 3 сентября 1968 года) — улица в Южном административном округе города Москвы на территории Нагорного района.

## История
Улица получила своё название 3 сентября 1968 года по городу Кривой Рог Украинской ССР в связи с расположением на юге Москвы.

## Расположение
Криворожская улица проходит от Электролитного проезда на запад, с юга к ней примыкает Криворожский проезд, улица поворачивает на северо-запад и затем на север и проходит до Электролитного проезда, за которым продолжается как улица Ремизова. Нумерация домов начинается с восточного конца улицы. На чётной стороне улицы мало построек и жилых домов нет.

## Примечательные здания и сооружения
По нечётной стороне:
- д. 27а — школа № 1450 «Олимп» (бывшая школа № 628).

По чётной стороне:
- д. 6, стр. 1—3 — Учебно-курсовой комбинат ГУП «Мосгортранс».

## Транспорт

### Наземный транспорт
По Криворожской улице проходит маршрут автобуса с929. У северо-западного конца улицы, на Электролитном проезде, расположена остановка автобусов 119, 142, 317, 529, 926, с929, 965 и «Станция метро „Нагорная“», у восточного, на Электролитном проезде — остановка «Криворожская улица» автобусов с929, 965.

### Метро
- Станция метро «Нагорная» Серпуховско-Тимирязевской линии — у северо-западного конца улицы, на Электролитном проезде.
- Станция метро «Нахимовский проспект» Серпуховско-Тимирязевской линии — южнее улицы, вблизи Нахимовского проспекта, Азовской, Сивашской и Фруктовой улиц.